# Enrique Peces
Enrique Peces (1987) is een Spaans quadrathlon-atleet.

## Levensloop
Peces werd tweemaal wereldkampioen op de 'sprint' en eenmaal op de 'middellange afstand', daarnaast won hij tweemaal de wereldbeker. Ook werd hij tweemaal Europees kampioen in de 'sprint' en eenmaal op de 'middellange afstand'.

## Palmares
- Wereldkampioenschap sprint: 2015 en 2017
- Wereldkampioenschap middellange afstand: 2015
- Wereldkampioenschap sprint: 2016
- Wereldkampioenschap middellange afstand: 2016 en 2017
- Wereldkampioenschap lange afstand: 2015
- Wereldbeker: 2015 en 2016
- Wereldbeker: 2017
- Europees kampioenschap sprint: 2015 en 2016
- Europees kampioenschap middellange afstand: 2016